# 633225 Dauksa
633225 Dauksa este o planetă minoră (asteroid) din centura de asteroizi. A fost descoperită pe 18 aprilie 2009 la Baldone⁠(d) de . 
Obiectul prezintă o orbită caracterizată de o semiaxă mare de 2,5548429299658 UAi, o excentricitate de 0,13153406495646, o înclinație de 8,6526313867557 ° în raport cu ecliptica.